# Агата фон Тюбинген
Агата фон Тюбинген (на немски: Agatha von Tübingen) е графиня от Тюбинген-Лихтенек и чрез женитба графиня на Хоенлое-Валденбург.

## Биография
Родена е на 13 ноември 1533 година в замък Лихтенек при Кенцинген. Тя е единствената дъщеря на граф Конрад IV фон Тюбинген-Лихтенек († 1569) и първата му съпруга графиня Йохана фон Цвайбрюкен-Бич-Лихтенберг (1517 – сл. 1532), дъщеря на Райнхард фон Цвайбрюкен, граф на Цвайбрюкен, господар на Бич и Лихтенберг († 1532) и съпругата му Анна фон Даун-Салм-Кирбург († 1541).
Баща ѝ Конрад V се жени сл. 1533 г. втори път за Катарина фон Валдбург цу Волфег-Цайл (1522 – 1575).
Агата фон Тюбинген се омъжва на 20 ноември 1554 г. в Хойхлинген за граф Еберхард фон Хоенлое-Валденбург (* 11 октомври 1535; † 10 март 1570), син на граф Георг I фон Хоенлое-Валденбург (1488 – 1551) и втората му съпруга Хелена фон Валдбург цу Волфег-Цайл (1514 – 1567), която е сестра на нейната мащеха.
През 1558 г. Еберхард поема управлението на графството Хоенлое-Валденбург и строи зимната си резиденция, водния дворец в Пфеделбах, заради по-мекия климат от Валденбург. През заговезните в дворец Валденбург от 7 февруари 1570 г. той и съпругата му празнуват карнавал с гостите си. Един костюм се подпалва, много от гостите умират, други са тежко ранени. Нейният брат или полубрат Георг III фон Тюбинген-Лихтенек умира при пожара на 7 февруари 1570 г.
Еберхард умира по време на строежа на 10 март 1570 г. в дворец Валденбург и е погребан в Йоринген. Агата завършва през 1572 г. замъка и се настанява там. Агата построява 1588/1589 г. новата църква Св. Петър и Павел в Йоринген на мястото на близката бивша дворцова капела.
Агата фон Тюбинген умира на 28 юни 1609 г. в Пфеделбах на 75-годишна възраст. Погребана е при съпруга ѝ в църквата в Йоринген. Гробната плоча на двойката се намира в манастирската църква Св. Петър и Павел в Йоринген.

## Деца
Агата фон Тюбинген и граф Еберхард фон Хоенлое-Валденбург имат шест деца:
- Георг (* 1556; † млад)
- Йохана (* 25 юни 1557; † 14 декември 1585), омъжена на 30 януари 1575 г. в Йотинген за граф Готфрид фон Йотинген-Йотинген (1554 – 1622)
- Хайнрих (*/† 1558)
- Хелена (*/† 1558)
- Ернст (*/† 1560)
- Георг Фридрих I (* 30 април 1562; † 22 октомври 1600), граф на Хоенлое-Валденбург 1568 г., женен на 21 юни (август) 1586 г. за Доротея Ройс фон Плауен (1570 – 1631), дъщеря на Хайнрих XVI Ройс-Гера (1530 – 1572) и Доротея фон Золмс-Лаубах (1547 – 1595).

## Галерия
- Порта на дворец Пфеделбах с алианцгерб на Хоенлое и Тюбинген
- Герб в църквата Св. Петър и Павел в Йоринген
- Заговезният карнавал във Валденбург 1570 г.